# Federació de Futbol del Turkmenistan
La Federació de Futbol del Turkmenistan, també coneguda per les sigles FFT (en anglès: Football Federation of Turkmenistan, en turcman: Türkmenistanyň Futbol Federasiýasy, en rus: Федерация футбола Туркменистана) és l'òrgan de govern del futbol a la República de Turkmenistan. Va ser fundada l'any 1992 i està afiliada a la Confederació Asiàtica de Futbol (AFC) i a la Federació Internacional de Futbol Associació (FIFA) des de 1993 i 1994 respectivament.
El 2014, la FFT va ser una de les sis federacions fundadores de l'Associació de Futbol de l'Àsia Central (CAFA), una de les cinc zones geogràfiques en les quals està dividida l'AFC.
La FFT és la responsable d'organitzar el futbol de totes les categories, incloses les de futbol femení, futbol sala i les respectives seleccions nacionals.
La FFT no es va constituir fins al 1992, poc després de proclamar-se la independència del Turkmenistan l'any 1991. Anteriorment, el futbol del Turkmenistan era part integrant de la Unió Soviètica.
El 1992, la FFT va fundar la Ýokary Liga o Lliga turcmana de futbol, que és la principal lliga del país i la disputen vuit equips.
El 1993, va fundar la Turkmenistan Cup o Türkmenistanyň kubogy, que és la principal competició per eliminatòries. Des de 2005, el campió de la Turkmenistan Cup i el campió de la Lliga Turcmana diputen la Turkmenistan Super Cup, una competició a partit únic que dona pas a l'inici de la temporada.
El 2015, la FFT va fundar la Türkmenistan Birinji Ligasy oTurkmenistan First League, que és la segona competició de lliga i està dividida en quatre grups, un per cada província del país. Els campions de grup disputen una ronda final de promoció a la categoria superior.